# Jühnde
Jühnde es un municipio situado en el distrito de Gotinga, en el estado federado de Baja Sajonia (Alemania), a una altitud de 300 metros. Su población a finales de 2016 era de unos 1000 habitantes y su densidad poblacional, 42 hab/km².
Se encuentra ubicado a poca distancia al oeste de la frontera con los estados de Hesse y Turingia.